# Pygiptila
Genre
Pygiptila est un genre monotypique de passereaux de la famille des Thamnophilidae, originaire d'Amérique du Sud.

## Liste des espèces
Selon la classification de référence du Congrès ornithologique international (version 6.4, 2016) :
- Pygiptila stellaris — Batara étoilé, Fourmilier tacheté (von Spix, 1825)
  - Pygiptila stellaris maculipennis (Sclater, PL, 1855)
  - Pygiptila stellaris occipitalis (Zimmer, JT, 1932)
  - Pygiptila stellaris purusiana (Todd, 1927)
  - Pygiptila stellaris stellaris (von Spix, 1825)